# Sylvie Tolmont
Sylvie Tolmont, née le 9 octobre 1962 au Mans (Sarthe), est une femme politique française.
Membre du Parti socialiste (PS), elle est députée de la 4e circonscription de la Sarthe de 2012 à 2017 en tant que suppléante de Stéphane Le Foll, nommé ministre de l’Agriculture. Elle retrouve son siège de députée en 2018, à la suite de l'élection de celui-ci à la mairie du Mans.

## Biographie
Titulaire d'une licence en psychologie ainsi qu’en sciences de l'éducation, elle est salariée de la Chambre de commerce et d'industrie (CCI) de la Sarthe durant 25 ans. Responsable de la communication au sein de la CCI, Sylvie Tolmont est fortement impliquée dans le secteur de la formation continue et professionnelle.
Elle adhère au Parti socialiste en 2007. Un an plus tard, elle est élue conseillère municipale de Fay et devient conseillère communautaire de la Communauté de communes du Bocage Cénomans. En 2012, Sylvie Tolmont devient la 3e adjointe au maire. Aux élections municipales de 2014, elle est de nouveau élue en tant que conseillère municipale de Fay, mais démissionne cette même année de son mandat d'adjointe au maire.
Lors des élections législatives de 2012, elle est suppléante de Stéphane Le Foll, qui est élu avec 59,45 % des voix. À la suite de la nomination de Stéphane Le Foll au poste de ministre de l'Agriculture, de l'Agroalimentaire et de la Forêt, elle devient députée de la 4e circonscription de la Sarthe.
Elle se présente aux élections départementales des 22 et 29 mars 2015, représentant le Parti socialiste, en binôme avec Paul Létard sur le nouveau canton Le Mans 7. Les résultats du 1er tour (1963 voix - 25,02 %) la placent en seconde position derrière la liste UMP qui obtient 1997 voix (25,46 %). Elle est élue au second tour avec 3743 voix (52,64 %) et devient conseillère départementale
. L'élection est invalidée par le tribunal administratif mais elle se représente pour être finalement battue par le binôme EELV-PCF le 12 juin 2016[réf. souhaitée].
Réélue suppléante aux élections législatives de 2017, elle succède une seconde fois comme députée à Stéphane Le Foll, démissionnaire en raison du cumul des mandats, après son élection comme maire du Mans à la suite du décès de Jean-Claude Boulard.
Elle s'oppose en 2022 à l’accord national entre le PS, LFI, le PCF et EELV dans le cadre de la Nouvelle Union populaire écologique et sociale. Elle se présente aux élections législatives de 2022 en tant que dissidente du PS et est éliminée dès le premier tour, face à la candidate officiellement soutenue par la NUPES, Élise Leboucher.